# Calci pyrophosphat
Calci pyrophosphat là một hợp chất hóa học vô cơ, là một muối calci không hòa tan chứa anion pyrophosphat, với công thức hóa học được quy định là Ca2P2O7. Hợp chất này tồn tại dưới nhiều dạng thức khác nhau, và một số dạng đã được báo cáo: dạng khan, dạng ngậm nước dihydrat với công thức Ca2P2O7·2H2O và dạng thức tetrahydrat với công hức Ca2P2O7·4H2O. Sự kết tinh của tinh thể calci pyrophosphat dạng dihydrat trong sụn khớp gây ra đau khớp nghiêm trọng (bệnh gút giả) và có các triệu chứng tương tự như bệnh gút. Ca2P2O7 thường được sử dụng như một chất mài mòn nhẹ trong kem đánh răng.

## Điều chế
Tinh thể dạng tetrahydrat có thể được điều chế bằng cách phản ứng giữa natri pyrophosphat, Na4P2O7 với Calci nitrat, Ca(NO3)2, có pH và nhiệt độ được kiểm soát cẩn thận, qua phương trình:
Na4P2O7(aq) +2 Ca(NO3)2(aq) → Ca2P2O7·4 H2O + 2 Na2NO3
Các dạng dihydrat, đôi khi được gọi là CPPD, có thể được hình thành bởi phản ứng của axit pyrophotphoric với calci chloride:
CaCl2 + H4P2O7(aq) → Ca2P2O7·2 H2O + HCl.
Dạng khan của hợp chất này có thể được điều chế bằng cách nung dicalci phosphat:
2 CaHPO4 → Ca2P2O7 + H2O
Ở 240-500 °C, một dạng hợp chất vô định hình được hình thành, nung nóng đến 750 °C hình thành β-Ca2P2O7, nung nóng đến 1140-1350 °C tạo thành α-Ca2P2O7.